# فرودگاه وست هوستون
فرودگاه وست هوستون  (به انگلیسی: West Houston Airport) یک فرودگاه همگانی باربری با کد یاتا IWS است که یک باند فرود سنگفرش دارد و طول باند آن ۱۲۰۵ متر است. این فرودگاه در شهر هیوستون کشور ایالات متحده آمریکا قرار دارد و در ارتفاع ۳۴ متری از سطح دریا واقع شده است.

## نگارخانه

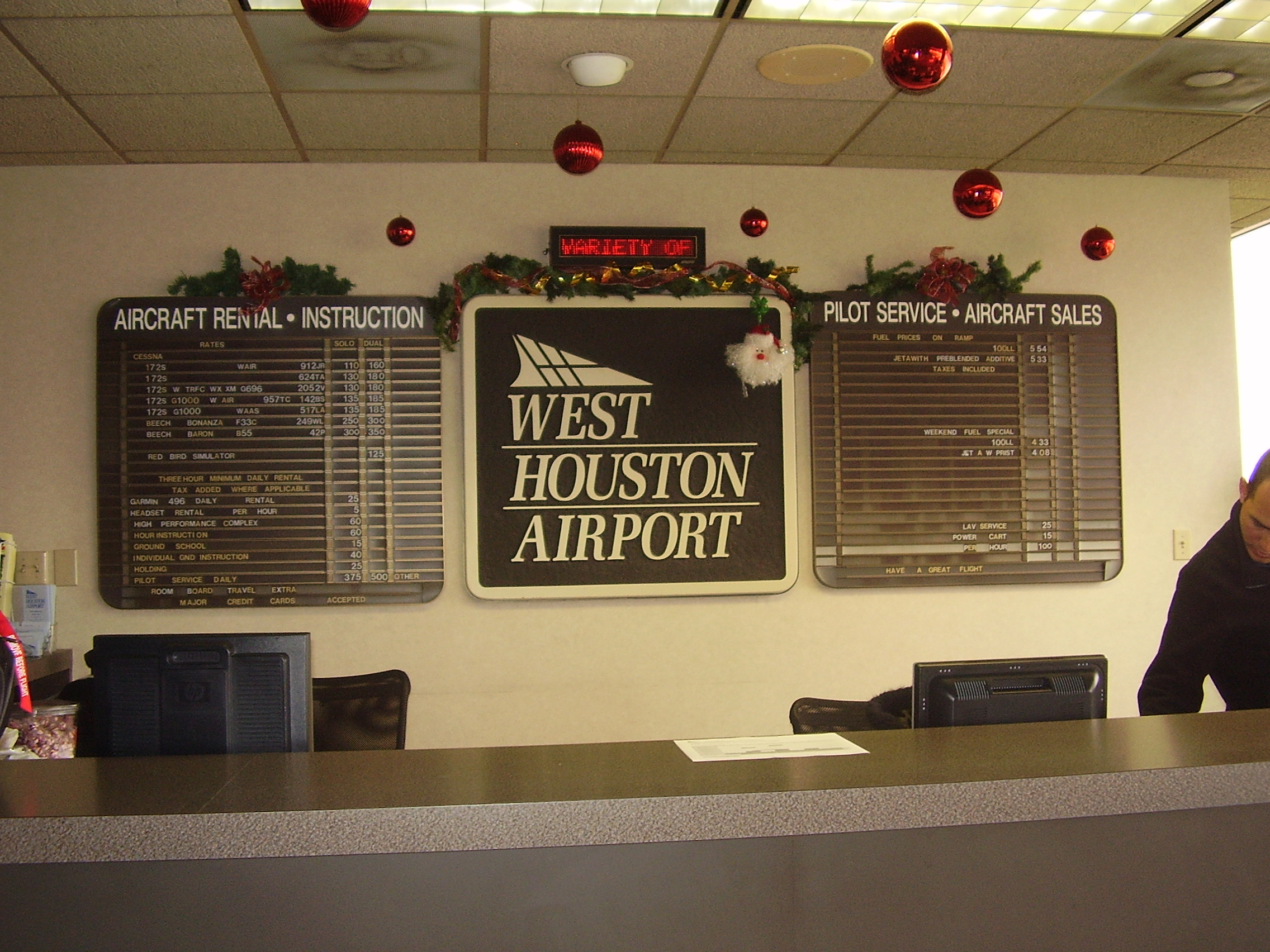
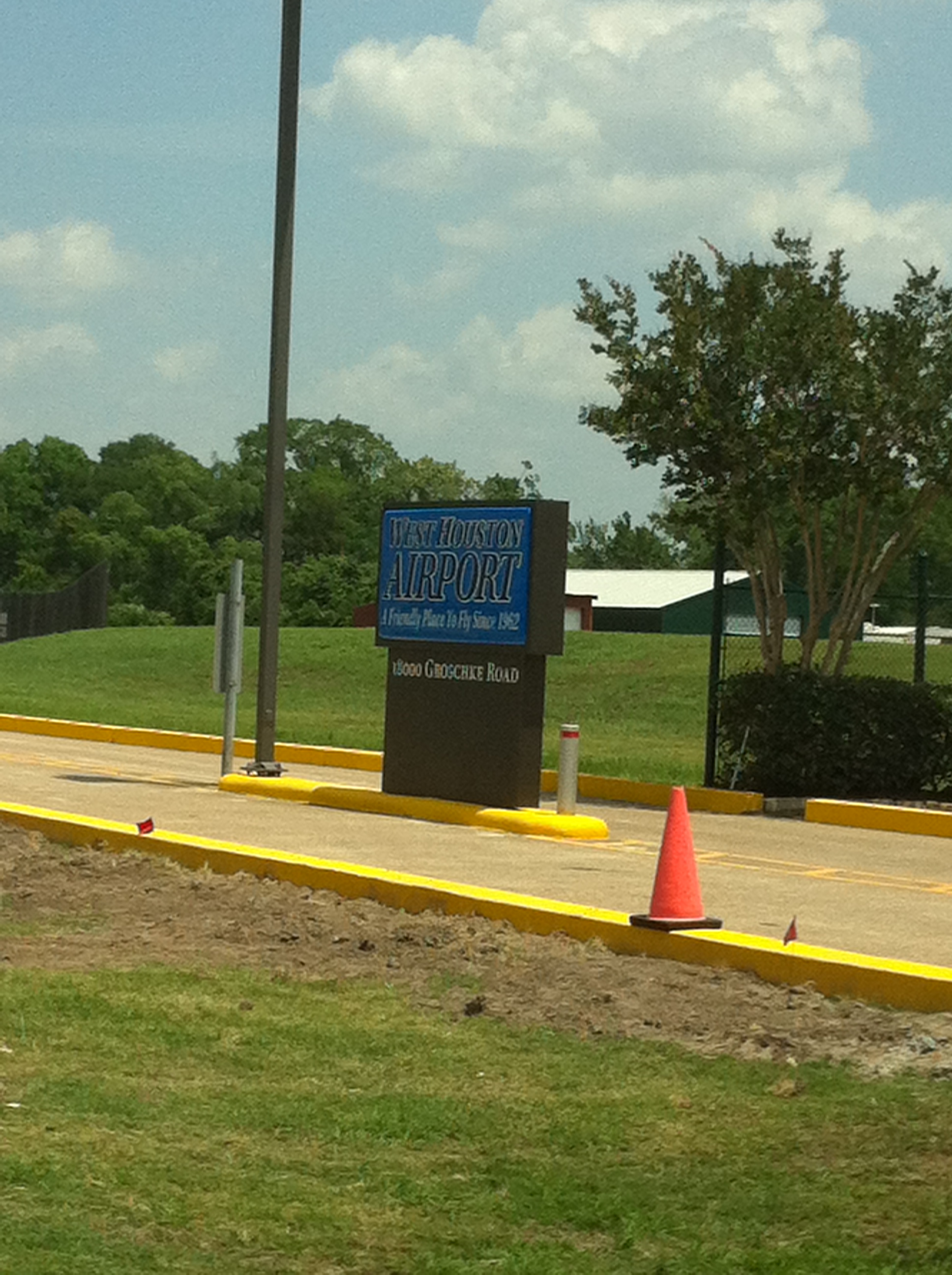